# 副語言學
副語言學（英語：Paralinguistics），亦作周邊語言學或半言語學，是元通信（英語：meta-communication）的組成部分，一種研究發聲特徵或變化對語義影響的學科。研究範圍包括有：聲調、語調、重音、韵律等的變化所賦予的細微意義，而這些變化可以是有意識地或無意識地表達。
副語言學這門學科由喬治·L·特拉格在1950年代發明，當時他在美国国务院的外交服務研究所工作。

## 參看
- 韵律 (语言学)